# Acequia Comuna d'Énova
La Acequia Comuna d'Énova, es el nombre que recibe la acequia que riega todo el llano de Énova. Nace en el azud del río de Albaida (aunque también recibe agua del río Barxeta) en la Torre de Lloris, y su origen es árabe. Esta acequia es considerada el vínculo básico de unión de la subcomarca de Castellón y Las Énovas, también conocida como Baix Albaida, dentro de la comarca de la Ribera Alta; ya que proporciona dos terceras partes de su caudal en el antiguo territorio de Énova y la tercera parte restante en la zona más alta del antiguo territorio de Castellón, mediante la llamada acequia del Tercio de Castellón.

## Historia y trazado
Según Joan Català y Cebrià y Vicent Sanchis y Martínez, posiblemente esta acequia fue construida en el año 930 (aunque en algún momento se ha querido atribuir a las acequias valencianas un origen romano, hipótesis apoyada por los hallazgos en varios yacimientos romanos), en cambio de otros expertos consideran que no se puede datar con precisión a qué siglo del dominio musulmán pertenece la acequia o su primer trazado), y además, no hay documentación que hable de ella antes del siglo XIV, el año 1325, donde se hace mención de ella en un reescrito de Jaime II de Aragón.
Nace de la presa que el río Albaida tiene en la aldea de la Torre de Lloris. Castellón de la Ribera toma una tercera parte del agua de esta acequia (ramal del Tercio de Castellón), mientras que el resto se destina a los campos del  llano de Énova. Desagua en el barranco de Barcheta en el territorio de la Énova y en el barranco de la Cubella en el territorio de Castellón.
1918 es el año de máxima extensión regada por esta acequia, con una superficie regada en 21.345 hanegadas, repartidas por los términos de Manuel, Énova, Rafelguaraf, Puebla Larga, San Juan de Énova, Señera y Castellón de la Ribera, una superficie muy parecida a la regada por las grandes acequias de la huerta de Valencia.
El agua de esta acequia se utilizaba tanto para el riego de los campos como para mover varios molinos harineros y arroceros, como el molino de Benimeixix (molino de Señera), molino Roseta (de las Penyetes en término de Manuel), molinos de la Volta y la Riba, ambos en el pueblo de Manuel, el molino de Sans, los molinos el Molinet y los Villas, los dos en la Énova y el molino de Berfull en el término de Rafelguaraf.
Cerca de Manuel, el tramo común de la acequia tiene un partidor, el partidor de la Parada. Este partidor desvía una parte importante del caudal de la acequia Comuna hacia la izquierda a través de la acequia de la Parada, para llegar a la partida más privilegiada del riego, y quizás la más antigua a regarse en tiempo de los musulmanes, "les Foies" de Manuel. En desde época medieval, se distribuye semanalmente el agua de la acequia en dos tandas, soberana (o de arriba) y jusana (o de abajo), consagradas por una sentencia del 4 de abril de 1472. Al partidor de la Parada hay una primera “señal de la fila”, que es una marca que indica hasta dónde debe llegar el nivel de la acequia para regar "les Foies" de Manuel. Los habitantes de "les Foies" tienen ciertos privilegios de riego, que siguen teniendo sus herederos.
Poco después se vuelve a dividir la Acequia Madre ( Acequia Comuna d'Énova) en el partidor del Tercio, donde la tercera parte se desvía hacia la izquierda para nutrir la acequia del Tercio o de la Villa, y que riega Señera (término de Castellón de la Ribera), y algunas zonas de Roseta, que es término de Manuel, que utilizan una derivación que se llama “el tercero” o “la tortugueta”.
La acequia Comuna una vuelta separada por los dos partidores anteriores, atraviesa Manuel, donde va sacando brazos por debajo de las casas tanto de Manuel como de Énova, pasando por los antiguos pueblos de Faldeta, Torreta, el Abad y Sans; y al trayecto le van saliendo hasta 14 acequias más pequeñas, las de Manuel, San Juan de Énova, Puebla Larga (Montflorit), las de Faldeta, las de Torreta, Jesuset, las del Abad, Vistabella y la de Berfull.

## Importancia de la acequia
La Acequia Comuna d'Énova es importante por muchos aspectos:
- Histórico, cerca de 700 años documentados,
- Funcionalidad, aprovechamiento del agua para el riego de los cultivos de nuestras tierras,
- Características constructivas de los cajeros, puentes, azudes, partidores y el entramado de la red de distribución del agua. El diseño de las canalizaciones que se derivan de la acequia madre sugiere que existen dos modelos diferentes: al oeste y al este del tramo que discurre paralelo a la sierra ( tramo que va desde Manuel a la Énova ), en cambio, las acequias secundarias tienen una forma más bien arborescente. Así, todas las derivaciones surgen de forma oblicua en la acequia Común y se bifurcan como un árbol hacia el noreste.[7]
- Además, no debemos olvidar los elementos que servían para otros usos del agua en la vida cotidiana como es el caso de los bebederos, lavaderos, norias, molinos.
- Y la organización en la distribución del agua entre las tandas soberana y jusana, y los muchos y largos pleitos que se han sucedido desde tiempos muy antiguos hasta ahora.

Uno de los aspectos que más llama la atención es cómo ha perdurado durante tantos años un sistema hidráulico respetuoso con el medio ambiente, de dimensiones considerables, pero al tiempo controlable por los hombres y con unas técnicas y artes sencillas y eficaces, junto a la agricultura tradicional, que han permitido la vida de muchas personas a lo largo del tiempo.